# Drucksache

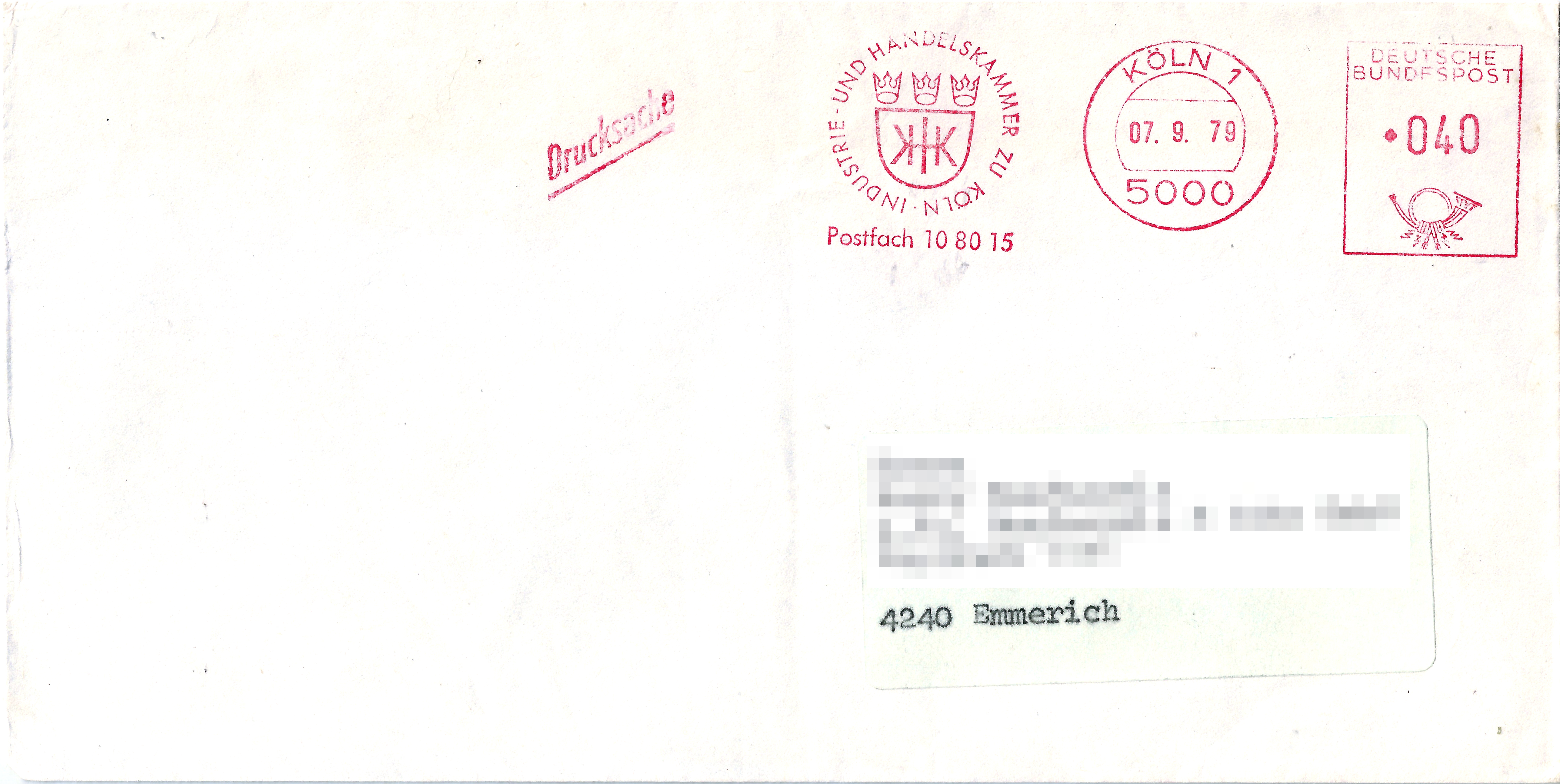
Briefumschlag, frankiert als Drucksache, 1979

Drucksachen (auch: Sendungen unter Kreuzband, englisch printed matter,
französisch Imprimé à taxe réduit) sollten den Postversand gedruckter Mitteilungen, besonders der Händlerschaft, gegen ermäßigte Gebühr ermöglichen. Die Vorschriften darüber, was Drucksachen sind oder beispielsweise welche handschriftlichen Zusätze erlaubt sind, änderten sich häufig. Die Bezeichnung „unter Kreuzband“ stammt von der verwendeten Verpackung durch zwei sich rechtwinklig kreuzende Bänder aus Papier oder dünner Pappe; entsprechend „unter Streifband“ (französisch «sous bande») für die Verpackung mittels eines einzelnen, breiteren Papierstreifens.
Im deutschen parlamentarischen Verwaltungsalltag sind Bundestagsdrucksachen offizielle Amtsdokumente, die insbesondere den gesetzgeberischen Prozess nachvollziehbar machen sollen. Jede Vorlage, über die im Parlament abgestimmt wird, hat eine bestimmte Drucksachen-Nummer. 

## Historisches
Im Königreich Westphalen wurde erstmals eine besondere Gebühr für gedruckte, offene unter Kreuzband aufgelieferte Sachen eingeführt. Von 1 Unze (41 g) bis 4 Unzen war das doppelte Briefporto zu zahlen.
Das Herzogtum Braunschweig berechnete für Drucksachen und Warenproben bis 8 Lot die doppelte Briefgebühr. Sendungen über 8 Lot sollten mit der Fahrpost befördert werden. Zusätzlich gab es eine Aktengebühr. Nach dem Gesetz von 1833 waren Drucksachen alle Preis-Courante, gedruckte Circulare oder Empfehlungsschreiben, Zeitungen, Flugschriften, gedruckte Ankündigungen, einzelne gedruckte Bogen und gedruckte Lotterie-Listen zu verstehen, die unter Kreuzband versandt werden. Warenproben und Drucksachen ins Ausland konnten zum ermäßigten Tarif nur angenommen werden, wenn dafür keine Transit-Gebühr zu entrichten war. 1849 wurde der Tarif für Drucksachen von dem für Warenproben getrennt.
Preußen führte erst Anfang 1822 eine Bogengebühr für Kataloge und Zirkulare der Buchhändler und Kaufleute und für ungebundene Bücher bei offener Briefversendung ein. Seit 1825 konnte jedermann Drucksachen versenden.
Seit dem 1. Januar 1861 wurde für den Begriff Kreuzbandsendungen nicht mehr der Inhalt, sondern die Art der Herstellung maßgebend. Am 30. Mai 1865 wurden offene gedruckte Karten gegen Drucksachengebühr zugelassen. Der Norddeutsche Bund nannte die Kreuzbandsendungen amtlich Drucksache.
Seit 1871 konnten Bücherzettel gegen Drucksachengebühr aufgegeben werden. 1875 erlaubte die Post den Versand von Drucksachen in offenem Umschlag. 1886 wurden Papiere mit Blindenschrift zugelassen, 1888 bedruckte Doppelkarten mit gedruckten Angaben auf der nach außen gekehrten Rückseite. 1890 waren Drucksachen in Rollenform zulässig. 1898 durften Postkarten verwendet werden, wenn man das Wort Postkarte über die Anschrift setzte und unterstrich. Bei Drucksachenkarten mit Antwort durfte auch die Antwortkarte mit einer Freimarke beklebt werden. 1907 wurde erlaubt, bei Weihnachtsgrüßen etc. bis zu fünf Wörter oder Buchstaben als gute Wünsche zur Drucksachengebühr zu übermitteln. 1910 kamen dreiteilige Drucksachenkarten hinzu. Seit 1921 sind Ansichtskarten mit fünf Höflichkeitsworten als Drucksache anerkannt. Vom 1. Juli 1922 an fiel die Gebühr für Drucksachenkarten weg, dafür die Drucksachengebühr bis 20 g. Das Höchstgewicht für ungeteilte Druckbände wurde zum 15. Dezember 1922 auf 2 kg bestimmt. Vom 1. Juni 1924 an unterschied man zwischen Volldrucksachen (keine nachträgliche Änderung) und Teildrucksachen (nachträgliche Änderungen von Ziffern und maximal fünf Wörtern). Diese Regelung wurde zum 1. August 1927 wieder aufgehoben, das Höchstgewicht wieder auf 1 kg festgesetzt.
Auf dem Weltpostkongress 1947 in Paris wurde das Höchstgewicht für Drucksachen von 2 auf 3 kg erhöht. Gleichzeitig sollten die Postverwaltungen den Versand von „Drucksachen in besonderen Beuteln“ zulassen. Der Weltpostkongress 1957 von Ottawa erhöhte das Höchstgewicht der Drucksachen und Bücher von 3 auf 5 kg. Das Höchstgewicht für die – nunmehr obligatorischen – „Drucksachen in besonderen Beuteln“ wurde auf 30 kg erhöht.
In Anpassung an die Bestimmungen des internationalen Postdienstes wurden vom 1. Juli 1952 an übergangsweise „Drucksachen zu ermäßigter Gebühr“ im innerdeutschen Postverkehr zugelassen:
- Zeitungen und Zeitschriften, die im Bundesgebiet herausgegeben und unmittelbar von den Verlegern oder von Zeitungsvertriebsstellen (Zeitungshändlern usw.) versandt werden.
- Bücher, Druckhefte, Musiknoten und Landkarten, die, abgesehen vom Aufdruck auf dem Umschlag und den Schutzblättern, keinerlei Ankündigungen oder Anpreisungen enthalten.

Das Höchstgewicht der Sendung betrug 1 kg. Die Sendungen waren in der Aufschrift mit dem Vermerk „Drucksache zu ermäßigter Gebühr“ zu versehen.
| Drucksache zu ermäßigter Gebühr | 50 g    | 100 g   | 250 g   | 500 g   | 1000 g  |
| ------------------------------- | ------- | ------- | ------- | ------- | ------- |
| 1. Juli 1952                    | 7 Pfg.  | 10 Pfg. | 15 Pfg. | 25 Pfg. | 50 Pfg. |
| 1. März 1963                    | 10 Pfg. | 15 Pfg. | 20 Pfg. | 25 Pfg. | 50 Pfg. |

Die Drucksachen zu ermäßigter Gebühr ins Ausland mussten mit der französischen Bezeichnung „Imprimé à taxe réduit“ oder mit der englischen Bezeichnung „Printed paper at special reduced rate“ in Verbindung mit der deutschen Bezeichnung „Drucksache zu ermäßigter Gebühr“ versehen werden. Am 25. August 1988 trat die elfte Verordnung zur Änderung der Postordnung in Kraft und veränderte die Auslandsgebühren für Drucksachen zu ermäßigter Gebühr im Gewichtsbereich zwischen 500 und 2.000 g.
Seit dem 1. April 1989 (Weltpostkongress in Tokio) waren Massendrucksachen im Verkehr mit dem Ausland zugelassen. Das führte zur Änderung der Verordnung über die Gebühren im Post- und Fernmeldewesen mit der Deutschen Post der DDR.
Vom 1. Juli 1991 an war der Versand von Drucksachen zu ermäßigter Gebühr in die neuen Bundesländer nicht mehr möglich. Die für diese Sendungsart noch geltenden Verordnungen über die Gebühren im Post- und Fernmeldeverkehr mit der Deutschen Post der DDR vom 4. Juni 1976, zuletzt geändert durch Verordnung vom 22. März 1991, traten zu diesem Zeitpunkt außer Kraft. Seit dem 1. April 1993 gab es auch die Drucksache in der bisherigen Form nicht mehr, nur noch die Massendrucksache, die jedoch endgültig abgeschafft wurde zum 1. September 1993. Nachfolgeprodukt der Deutschen Post war die Infopost, seit 2016 Dialogpost genannt. Zum selben Zeitpunkt wurde auch die Briefdrucksache abgeschafft, eine Form der Drucksache, bei der zehn einzelne Wörter, Änderungen von Buchstaben sowie zusätzliche Zeichen und Ziffern auf einem vorgedruckten Formular oder als Beilage zu der Drucksache erlaubt waren. Heute werden hauptsächlich Druckerzeugnisse als Drucksachen bezeichnet. Eine Versandart mit flächendeckender Zustellung ist die Wurfsendung.